# Mitchel Cave
Mitchel Cave (Cairns, 2 dicembre 1996) è un cantante, musicista e produttore discografico australiano.
È noto soprattutto per essere il frontman e co-fondatore della band alternative R&B/rock Chase Atlantic.

## Biografia

### Primi anni
Mitchel Cave è nato il 2 dicembre 1996 a Cairns, in Australia. Ha due fratelli, Clinton e Taylor Cave, entrambi coinvolti nel mondo della musica. Fin da giovane ha mostrato un forte interesse per la musica e le performance.

## Carriera musicale

### What About Tonight
Nel 2012, Mitchel ha partecipato alla quarta stagione di The X Factor Australia come membro della boy band What About Tonight. Il gruppo è stato eliminato nella seconda settimana della competizione, classificandosi all'undicesimo posto.

### Chase Atlantic
Dopo l'esperienza a The X Factor, nel 2014 Mitchel ha co-fondato la band Chase Atlantic insieme al fratello Clinton Cave e all'amico Christian Anthony. Il trio ha sviluppato un sound unico, mescolando elementi di R&B, pop, rock alternativo ed elettronica. 
Il loro EP di debutto, Dalliance, è stato pubblicato su iTunes nel 2014, seguito dall'EP Nostalgia nel 2015. Il successo della band è cresciuto con l'uscita dell'album omonimo Chase Atlantic nel 2017, che ha portato il gruppo a firmare un contratto con la casa discografica di Benji e Joel Madden, la MDDN. 
Negli anni successivi, la band ha pubblicato altri album di successo, tra cui Phases (2019), Beauty in Death (2021) e Lost in Heaven (2024), affermandosi sulla scena musicale internazionale. Chase Atlantic ha intrapreso numerosi tour mondiali e ha partecipato a festival di rilievo, consolidando la propria fanbase globale.

## Vita privata
Mitchel ha iniziato a frequentare Jordan Kelsey Knight nell'ottobre 2018.

## Discografia

### Con Chase Atlantic
- Dalliance (EP, 2014)
- Nostalgia (EP, 2015)
- Paradise (EP, 2016)
- Chase Atlantic (Album, 2017)
- Don't Try This (EP, 2019)
- Phases (Album, 2019)
- Beauty in Death (Album, 2021)
- Lost in Heaven (Album, 2024)